# 托尔莫斯
托尔莫斯，是西班牙巴伦西亚自治区阿利坎特省的一个市镇。总面积5km2，总人口299人（2001年），人口密度60人/km2。